# فيات 128
اعتبرت فيات 128 نقطة تحول في تاريخ صناعة السيارات على مستوى العالم. قبل عصر ال128 كانت كل السيارت تقريبا دفع خلفي، باستثناء موديلات قليلة من سيتروين ورينو كانت مبنية على تكنولوجيا معقدة جدا لم يكتب لها الإستمرار، تتمثل في محرك مثبت بطول السيارة وجيربوكس في مقدمة المحرك يحول الحركة من حركة طولية إلى حركة عرضية تغدى العجلات، حتى قدمت فيات للعالم تصميمها الثوري الذي تزامن مع تصميم السيارة مينى جونيور، المبنية تقريبًا بنفس التصميم المتمثل في محرك مثبت بعرض السيارة وجيربوكس موجود على يسار المحرك ينتهى بمخرج يخرج منه محوري جر غير متساويين في الطول يغذيان العجلات. كما كانت فيات من اوائل من تجرئ على تقديم هذا التصميم العجيب آنذاك، والذي صار هو تصميم كل السيارات تقريبًا في الوقت الحالي.
خلق هذا التصميم أول سيارة جر امامي ناجحة وأدى إلى ميزات كثيرة ربما أهمها توفير الكثير من مساحة السيارة لاستخدام الركاب، ورأينا كيف أن هذا التصميم وفر حتى مساحة كبيرة في غرفة المحرك حتى انه امكن وضع الإطار الإحتياطى بها، مع ملاحظة ان صالون ال128 كان يماثل في الحجم صالونات سيارات أكبر منها كثيرا من ذوات الجر الخلفي، أما بالنسبة للمحرك فقد كانت ال128 من اوائل السيارات التي حصلت على محرك ذو كامة علوية SOHC في العالم وهذا أيضا أعطاها ميزات رائعة فيما يخص هدوء المحرك والسرعة القصوى.
حصلت الفيات 128 بهذا التصميم الثورى على جائزة car of the year لعام 1970.
كما انه بعد نجاحها عالميا بدأت شركات كثيرة تستوحي تصميمها لإنتاج موديلات جديدة، ربما كان اشهرها على الإطلاق فولكس فاجن التي قررت في أوائل السبعينات التخلى عن رائعتها البيتلز بعد نجاح دام 30 سنة وتقديم بديل عصري، ولذلك فقد استوحت تماما تصميم ال128 الجديد آنذاك، لتنفيذ السيارة جولف عام 1975 والتي جائت ترسيخًا لفكرة الجر الأمامي ودفعًا لها خطوة أخرى على طريق النجاح.

## تاريخ السيارة في مصر
من أكثر السيارات التي ساهمت في كتابة تاريخ مصر المعاصر السيارة فيات 128، سيارة كل المصريين في الربع الأخير من القرن العشرين.
فقد انتهت المفاوضات بين فيات ونصر للسيارات لإنتاج الموديل 128 في نهايه عام 1971، وتم عمل حفل لبدء إنتاج السيارة تصدرته قالب حلوى كبير على شكل سيارة 128، وظهرت السيارة 128 في السوق في بدايات عام 1972. كان الحال في مصر آنذاك سيئًا، سيناء محتلة، عبد الناصر الذي نصبه المصريون انذاك أبا روحيا لهم قد اختفى عن الساحة، لا توجد أي تباشير امل بتحقيق نجاح في مسألة استرداد الأرض، القوة العاملة من الشباب كلها على الجبهة في سيناء، كان هذا الجو العام من الإحباط وضيق ذات اليد سببا في تأجيل نجاح ال128، إلى جانب نفور المصريين الكارهيين للتغير بطبعهم من الجديد المتمثل في فكرة الجر الامامي والشكل المختلف عما ألفوه.
ظلت مبيعات ال128 قليلة وانحصرت في الغالب في احتياجات الجيش والشركات والتاكسي، في حين كان المصريون في ذلك الوقت يفضلون الحصول على فيات 1100 مستعملة، ومن كان منهم يستطيع السفر للخارج كان جل همه هو العودة بسيارة فولكس واجن بيتلز، التي كانت سيارة المصريين المفضلة في سنوات النكسة.
ومع غروب شمس العام ال1973 وعودة الابتسامة إلى وجه مصر بعد حرب أكتوبر، بدأت الرغبة في الحياة تعود للمصريين، ومع قرارات الأنفتاح وإعادة فتح فناة السويس، واستثمارات البترول في مصر وسفر المصرين إلى بلاد البترول، انتعشت مبيعات ال128، التي كانت في ذلك الوقت قد نحجت في تكوين سمعة رائعة كسيارة سابقة لعصرها من خلال تجربة من اشتروها وخاصة سائقى التاكسي، كانت ال128 تتميز عن الأجيال السابقة من السيارات بهدوء محركها الذي يعود إلى التصميم ذو الكامة العلوية، كما تميزت بسرعة قصوى تصل ال 160 كيلومتر في الساعة لم تكن معتادة من مثل هذة السيارات انذاك، ولذلك فقد بدأ المصريون الذين نفروا منها في البداية يلتفون حولها ويقبلون عليها.
ومع كل العوامل السابقة ومع ظهور الشكل الجديد من ال128 الذي عرف في مصر ولا زال يعرف بذلك الاسم «المعدل» والذي التصق بال128 ذات الفانوس الامامي المربع ولم يطلق على غيرها، تحولت ال128 إلى علامة نجاح لاى فرد من افراد الطبقة المتوسطة، حيث ان الكثيرين في تلك الفترة قد انتقلوا من فئة راكبي الحافلات إلى فئة راكبي السيارات، وكان جل هم أي رجل من الطبقة المتوسطة يجد في جيبه بعض الجنيهات الفائضة شهريًا ان يقوم بحجز ال128.
في نهايات السبعينات واجهت ال128 هجمه شركة من الإتجاهين الشرقى والشمالى حيث كان العائدون من الشرق من دول البترول يفضلون الإتيان بسياراتهم-التي كانت في الغالب يابانية مثل الداتسون 120Y والتويوتا كورولا القديمة من حيث يعملون، كما أن التجار المصريين في تصاعد الانفتاح عرفوا طريقهم إلى الشمال إلى مدينة انتويرب البلجيكية والتي كانت تمثل سوق السيارات المستعملة في أوروبا وقاموا بإغراق السوق المصري بسيارات أوروبا المستعملة مما أدى إلى تراجع مبيعات ال128 والسيارات الأخرى التي كانت تنتجها شركة النصر ورغم ذلك فإن السيارة ظل لها عشاقها وظل طابور الحجز موجودا ولكن مع وجود بدائل أخرى كثيرة.
مع نهاية العام 1981 وحادث المنصة الذي راح ضحيته الرئيس السادات صاحب قرارات الانفتاح، بدأت مصر في التراجع بشدة في سياساتها الانفتاحية وظهرت آلاف الضوابط على استيراد السيارت المستعملة من الخارج، ادت إلى توقف هذة التجارة عمليا، عادت سيارات شركة النصر لتصبح هي الحل الوحيد المتاح للركوب. والنتيجة الحتمية المعروفة هي رداءة جودة المنتج التي بدأت تظهر شيئا فشيئا مع السياسات الاحتكارية، وفي ذلك الوقت تحولت علاقة المصريين بال128 قوية وخاصة بعد أن جرب الكثير منهم سيارات أوروبا المستعملة من طرازات افخم، وبعد القفزات المتوالية لسعر ال128 من أربعة آلاف جنيه في عام 1979 حتى وصل سعرها إلى 18 الف جنيه عام 1986، ولم يكن السعر هو كل شيء حيث كان الحصول عليها يستلزم الحجز لمدة تزيد أحيانا عن السنة، أو الدفع بالدولار لتخفيض مدة الحجز إلى ستة شهور.
منذ العام 1984 كانت فيات قد توقفت عن إنتاج ال128 ، ولكن نجحت شركة النصر في عقد اتفاق مع شركة زاستافا- التي تحول اسمها لاحفا إلى يوغو- اليوغوسلافيه (صارت صربية بعد تقسيم يوغوسلافيا)، للحصول على أجزاء السيارة 128. وفي منتصف العام 1988 تم عمل تعديل محدود في السيارة 128 حيث ظهرت بمحرك 1300 بدلا من 1100 وناقل الحركة ذو الخمسة نقلات وتعديلات طفيفة جدا في شكل الكبوت وزجاج الأبواب.
وفي العام 1992 وبعد اشتعال الحرب على الأرض اليوغوسلافية بين جمهوريات الصرب والجبل الأسود والبوسنة والهرسك بدا واضحا توتر العلاقات المصرية مع الصرب لمساندة مصر لقضية البوسنة والهرسك مما عرقل توفير لوازم إنتاج ال128.في تلك الفترة ظهر عدد من مجلة الأهرام الإقنصادى على غلافه صورة كاريكاتورية لل128 تحاول الفرملة ويد عملاقة تشير لها بالوقوف، والتعليق: «مصير ال128 في يد مجلس الأمن».
توقف إنتاج ال128 في عام 1992 لظروف الحرب، وكانت شركة النصر انذاك في بداية قصتها من الدوجان والشاهين، كما ظهرت لأول مرة في مصر سيارة مجمعة محليا قطاع خاص (سوزوكي سويفت)، مما أدى إلى اختفاء ال128 من خطوط الإنتاج في مصر، وبدا كأن تلك الملحمة التاريخية قد وصلت إلى كلمة النهاية.
ولكن بعد أربعة سنوات وبعد نهاية الحرب، عادت شركة النصر لتعلن عن طرح موديلات جديدة من ال128 عام 1996، لم يكن السعر منافسا في البداية مما أدى إلى عدم بيع اعداد كبيرة من ال128 ولكن مع عام 2000 انخفض السعر بشدة لمنافسة (كيا برايد) لها، وكانت ال128 تباع انذاك ب24 الف جنيه، ومع ذاك بدا واضحا ان حبيبة المصريين العتيدة قد فقدت عرشها لصالح فتيات كوريا الرشيقات.
في خلال العامين التاليين من 2000 وتى 2002 قفزت أسعار كل السيارت لأعلى بسبب الارتفاع الجنوني في سعر الدولار مما فقز بسعر ال128 إلى 33 الف جنيه، ولم يكن الإقبال عليها شديدا فتوقف أنتاجها للمرة الثانية عام 2002، وللمرة الثانية اعتقد جميع المصريين ان هذة هي النهاية الحزينة للسيارة التي نافست طبق الفول المدمس على حب الشعب المصري.
ولكن كالعنقاء التي تبعث من الرماد، عادت شركة النصر للسيارت في اواخر عام 2005 لتعلن عن فتح باب الحجز لسيارات 128 جديدة بيدأ تسليمها في مارس 2006، فيما عبرت عنه إحدى مجلات السيارات بهذة الجملة البليغة: «سيارة الشعب المصري تعود للشعب المصري»، وتباع بسعر منافس جدًا وضعها من جديد على قائمة المنافسة، ولكن على ارخص سعر، حيث ان ال128 بشكل أو بآخر قد أصبحت حاليًا قديمة الطراز.

## مواصفات السيارة

### 1100cc
1- عدد اسطوانات المحرك: 4(محرك اماميفي خط موازي لمحور العجلات).

2- سعة الاسطوانات: 1116 سنتمتر مكعب.

3- الجوف /الشوط: 80/55.5 ملليمتر (بنسبة 4 ر1 : 1).

4- نظام الية الصمامات: علوي-كما أن عمود الكامة علوي.

5- نسبة الانضغاط: 8 ر8 : 1.

6- القدرة القصوي للمحرك: 55 حصان عند سرعة 6000 ل/د.

7- العزم الاقصي للمحرك: 86 ر7 كيلوجام متر عند سرعة 3600 ل/د.

8- عدد نقلات تغيير سرعة: 4 نقلات (صندوق التروس - تغيير يدوي).

9- سرعة السيارة عند 100 ل/ق 24 كمفي الساعة.

10- هيكل السيارة: وحدة شاملة.

11- التعليق الامامي: عدد 2 ياي ملفوف، عدد 2 ممتص تليسكوبي لذبذبات، قضيب مانع للترنح.

12- التعليق الخلفي: عدد 2 وحدة يايات ورقية بيضازية الشكل، عدد 2 ممتص تليسكوبي للذبذبات.

13- آلية التوجية: نظام الترس وحلزونة.

14- فرامل العجلتين الاماميتين: نظام القرص (الديسك).

15- فرامل العجلتين الخلفيتين: نظام الطنبور.

16- الاطارات: مقاس 145-13.

17- سرعة دوران المحرك: 5800 لفة / دقيقة.

### 1300cc
1- عدد اسطوانات المحرك: 4(محرك اماميفي خط موازي لمحور العجلات).

2- سعة الاسطوانات: 1320 سنتمتر مكعب.

3- الجوف /الشوط: 80/55.5 ملليمتر (بنسبة 4 ر1 : 1).

4- نظام الية الصمامات: علوي-كما أن عمود الكامة علوي.

5- نسبة الانضغاط: 8 ر8 : 1.

6- القدرة القصوي للمحرك: 68 حصان عند سرعة 600 ل/د.

7- العزم الاقصي للمحرك: 43 ر9 كيلوجام متر عند سرعة 3600 ل/د.

8- عدد نقلات تغيير سرعة: 5 نقلات (صندوق التروس - تغيير يدوي).

9- سرعة السيارة عند 100 ل/ق 35 كمفي الساعة.

10- هيكل السيارة: وحدة شاملة.

11- التعليق الامامي: عدد 2 ياي ملفوف، عدد 2 ممتص تليسكوبي لذبذبات، قضيب مانع للترنح.

12- التعليق الخلفي: عدد 2 وحدة يايات ورقية بيضازية الشكل، عدد 2 ممتص تليسكوبي للذبذبات.

13- آلية التوجية: نظام الترس وحلزونة.

14- فرامل العجلتين الاماميتين: نظام القرص (الديسك).

15- فرامل العجلتين الخلفيتين: نظام الطنبور.

16- الاطارات: مقاس 145-13.

17- سرعة دوران المحرك: 5800 لفة / دقيقة.

## اقرأ أيضا
- فيات 124 سبايدر